# Utopia Planitia
Utopia Planitia (grec i llatí: "Planura de la Terra d'enlloc"— de manera lliure, la planura del paradís) és una gran planura (planitia) de l'hemisferi nord de Mart dins d'Utopia, la més gran conca d'impacte coneguda a Mart i a tot el Sistema Solar amb un diàmetre estimat de 3.300 km. És la regió marciana on la sonda Viking 2 aterrà i començà l'exploració el 3 de setembre de 1976, i el ròver Zhurong aterrà el 14 de maig de 2021, com a part de la missió Tianwen-1. Està localitzada a les antípodes de Argyre Planitia, centrada en 46.7°N 117.5°E. Es troba en el quadrangles de Casius, Amenthes, Cebrenia de Mart.
Moltes roques en Utopia Planitia apareixen com penjades, com si el vent haguera remogut gran part del sòl de les seues bases. Una escorça superficial dura es forma per solucions de minerals que es mouen a través del sòl i s’evaporen a la superfície. Algunes zones de la superfície presenten topografia festonada, una superfície que sembla haver estat esculpida per una bola de gelat. Es creu que aquesta superfície s’ha format per la degradació d’un permafrost ric en gel. Molts trets que semblen pingos (turó en forma de petita protuberància en el terreny, típic del relleu periglacial de las regions polars), a la Terra es troben a Utopia Planitia (~35–50° N; ~80–115° E).
El 22 de novembre de 2016, la NASA va anunciar el descobriment d'una gran quantitat de gel subterrani en la regió d'Utopia Planitia. El volum d'aigua detectada s'estima equivalent al volum d'aigua del llac Superior.